# Beats by Dr. Dre
Beats by Dr. Dre je marka slušalica i zvučnika koju su osnovali hip hop glazbenik Dr. Dre i predsjednik diskografskih kuća Interscope-Geffen-A&M, Jimmy Iovine. Postoji šest vrsta slušalica koje sve proizvodi i distribuira Monster Cable Products po posebnoj licenci. Kao dio marketinške strategije zvane prikriveno oglašavanje, slušalice se često pojavljuju u glazbenim spotovima, filmovima, reklamama i drugim medijima.
Beats by Dr. Dre je napravio posebne vrste slušalica koje su posebna izdanja. A to su Heartbeats by Lady Gaga, DiddyBeats by Diddy, JustBeats by Justin Bieber i PowerBeats by Lebron James. Beats by Dr. Dre se udružio s HP-om za pokretanje stolnih i prijenosnih računala s visokim audio mogućnostima. Također se udružio s Chryslerom kako bi modeli 300 imali audio s visokim mogućnostima. U kolovozu 2011. godine većinski vlasnik tvrtke postao je HTC, proizvođač mobilnih telefona.

## Modeli

### Over-ear slušalice
- Studio
- Pro
- Beats Wireless

### On-ear slušalice
- Solo
- Solo HD
- Solo HD (Product Red)
- JustBeats Solo by Justin Bieber

### In-ear slušalice
- Tour (In-ear slušalice visokih performansa)
- iBeats (In-ear slušalice visokih performansa)
- Justbeats iBeats by Justin Bieber
- Heartbeats by Lady Gaga
- DiddyBeats by Diddy
- PowerBeats by LeBron James

### Zvučnici
- Beatbox iPod dock

## Vanjske poveznice
- Službena stranica - Beats by Dr. Dre
- Službena stranica - Diddy Beats  Arhivirana inačica izvorne stranice od 5. listopada 2011. (Wayback Machine)
- Službena stranica - Monster Cable  Arhivirana inačica izvorne stranice od 16. listopada 2011. (Wayback Machine)
- Službena stranica - HP Computers